# Kürmük Qakh FK
El Kürmük Qakh FK fue un equipo de fútbol de Azerbaiyán que jugó en la Liga Premier de Azerbaiyán, la primera división nacional.

## Historia
Fue fundado en la ciudad de Qakh en 1990 y participó en el Campeonato de la URSS en la segunda liga inferior, 3.ª Zona, subgrupo "B".
Fue uno de los equipos fundadores de la Liga Premier de Azerbaiyán en 1992 donde finalizó en décimo lugar. Jugaría dos temporadas más hasta que descendería en la temporada 1993/94, y desapareció al finalizar la temporada de 1994/95 en la Primera División de Azerbaiyán.

## Temporadas
| Temporada | Liga | Liga | Liga | Liga | Liga | Liga | Liga | Liga | Liga | Copa          | Goleador         | Goleador |
| Temporada | Div. | Pos. | J    | G    | E    | P    | GF   | GC   | PTS  | Copa          | Nombre           | Goles    |
| --------- | ---- | ---- | ---- | ---- | ---- | ---- | ---- | ---- | ---- | ------------- | ---------------- | -------- |
| 1992      | 1    | 10   | 36   | 12   | 7    | 17   | 57   | 82   | 31   | Primera ronda | Əlövsət Bayramov | 15       |
| 1993      | 1    | 13   | 18   | 6    | 5    | 7    | 25   | 26   | 17   | 1/8           | Telman Kərimov   | 7        |
| 1993–94   | 1    | 15   | 30   | 5    | 3    | 22   | 18   | 84   | 13   | -             | Elbrus Əliyev    | 6        |
| 1994–95   | 2    | 3    | 28   | 21   | 1    | 6    | 50   | 12   | 43   | 1/16          |                  |          |